# Jerzy Kukuczka
Józef Jerzy Kukuczka ([ježy kukučka], známý jako „Jurek“; 24. března 1948, Katowice – 24. října 1989, Lhoce) byl polský horolezec, který jako druhý člověk (po Reinholdovi Messnerovi) zdolal všech 14 osmitisícovek. Trvalo mu to pouze 8 let, což byl až do roku 2019 rekord v rychlosti zdolání všech osmitisícových vrcholů. Všechny výstupy s výjimkou výstupu na Mount Everest uskutečnil bez umělého kyslíku. 
Většinu výstupů uskutečnil v zimě nebo novými cestami a proto bývá mnohdy považován za nejlepšího výškového horolezce 20. století. Také měl mnohem horší vybavení než lezci ze západních zemí (ruční výroba, z druhé ruky). V Polsku se živil jako natěrač továrních komínů. Zahynul při výstupu na Lhoce jižní stěnou ve výšce asi 8200 m n. m.

## Horolezecké úspěchy
Jeho rodina pocházela z Jistebné ve Slezských Beskydech. Na střední škole se věnoval vzpírání. V roce 1965 se stal členem horolezeckého klubu v rodných Katowicích a v roce 1966 absolvoval horolezecký kurz v Tatrách. Tam pokračoval v lezení, včetně několika nových cest a zimních výstupů.
V roce 1972 se poprvé dostal za železnou oponu, když lezl v Dolomitech. V roce 1974 se dostal i mimo Evropu na Aljašku, kde zdolal Denali. V roce 1976 lezl v Hindukúši. V roce 1977 se poprvé dostal do Himálaje, když neuspěl při výstupu na osmitisicovku Nanga Parbat.
Kukuczka poprvé stanul na vrcholu osmitisícovky v roce 1979, když vystoupil na vrchol čtvrté nejvyšší hory světa Lhoce. O rok později vystoupil s Andrzejem Czokem na nejvyšší vrchol světa Mount Everest. Při tomto výstupu jedinkrát použil umělý kyslík. V roce 1983 vystoupil během dvaceti dvou dnů na vrchol Gašerbrumu II a Gašerbrumu I. O dva roky později vystoupil v zimě během tří týdnů na vrchol Dhaulágirí a Čo Oju. Je tak jediným horolezcem, jemuž se podařilo vystoupit v jednom roce na dvě osmitisícovky v zimě.
Další zimní výstupy provedl v letech 1986 a 1987 na vrcholy Kančendžengy a Annapurny. V létě roku 1986 také dokázal s Tadeuszem Piotrowskim vystoupit na K2 cestou v jižní stěně, kterou Reinhold Messner nazval sebevražednou. Piotrowski zahynul při sestupu klasickou cestou. Kukuczka provedl všechny výstupy kromě prvního na Lhoce a prvního svého výstupu na Broad Peak novými trasami nebo v zimě. Proto mají jeho výstupy dodnes nejvyšší hodnotu ze všech lidí, kteří stanuli na všech osmitisícovkách.[zdroj?]
V roce 1988 obdrželi mj. s Reinholdem Messnerem stříbrný Olympijský řád na Olympiádě v Calgary. Messner odmítl řád převzít a své gesto zdůvodnil tím, že horolezectví nepovažuje za sport. Kukuczka medaili přijal, protože v závodním lezení viděl sportovní hodnoty, což mnohokrát zdůrazňoval.
Zahynul 24. října 1989 při výstupu na Lhoce jižní stěnou ve výšce asi 8200 m n. m., když nevydrželo použité lano, které předtím zakoupil na trhu v Káthmándú a on se zřítil do hloubky asi 2 km. Jeho tělo nebylo nikdy nalezeno.
S manželkou Cecyliou měl dva syny. Syn Wojciech úspěšně zdolal Mount Everest.
Na podzim roku 2011 byl o Kukuczkovi dokončen film Kukuczka, jeho režisérem je polský filmař Jerzy Porębski.

## Úspěšné výstupy na osmitisícovky
| období      | stát     | vrchol                        | cesta                | poznámky |
| ----------- | -------- | ----------------------------- | -------------------- | --- |
| podzim 1979 | Nepál    | Lhoce                         | západní stěna        | |
| jaro 1980   | Nepál    | Mount Everest                 | jižní pilíř          | prvovýstup novou cestou, s Andrzejem Czokem , s použitím kyslíku                                                                           |
| podzim 1981 | Nepál    | Makalu                        | severozápadní hřeben | prvovýstup novou cestou, alpský styl, sólovýstup                                                                                           |
| léto 1982   | Pákistán | Broad Peak                    | normální cesta       | alpský styl |
| léto 1983   | Pákistán | Gašerbrum II                  | jižní pilíř          | prvovýstup novou cestou, alpský styl, s Wojciechem Kurtykou                                                                                |
| léto 1983   | Pákistán | Gašerbrum I                   | jihozápadní stěna    | prvovýstup novou cestou, alpský styl, s Wojciechem Kurtykou                                                                                |
| léto 1984   | Pákistán | Broad Peak                    | traverz              | prvovýstup novou cestou - traverz severního (7490 m), centrálního (8011 m) a hlavního (8051 m) vrcholu, alpský styl, s Wojciechem Kurtykou |
| zima 1985   | Nepál    | Dhaulágirí                    | normální cesta       | první zimní výstup, s Andrzejem Czokem |
| zima 1985   | Nepál    | Čo Oju                        | jihovýchodní pilíř   | druhý zimní výstup, s Andrzejem Heinrichem                                                                                                 |
| léto 1985   | Pákistán | Nanga Parbat                  | jihovýchodní pilíř   | prvovýstup novou cestou, s Zygmuntem Heinrichem, Slawomirem Lobodzinskim a Carlosem Carsoliem                                              |
| zima 1986   | Nepál    | Kančendženga                  | jihozápadní stěna    | první zimní výstup, s Krzysztofem Wielickim                                                                                                |
| léto 1986   | Pákistán | K2                            | jižní stěna          | prvovýstup novou cestou (výstup touto cestou nebyl nikdy zopakován), alpský styl; s Tadeuszem Piotrowskim, který při sestupu zahynul       |
| podzim 1986 | Nepál    | Manáslu                       | severovýchodní stěna | prvovýstup novou cestou, alpský styl, s Arturem Hajzerem                                                                                   |
| zima 1987   | Nepál    | Annapurna I                   | severní stěna        | první zimní výstup, s Arturem Hajzerem |
| podzim 1987 | Čína     | Šiša Pangma                   | západní hřeben       | prvovýstup novou cestou, alpský styl, s Arturem Hajzerem                                                                                   |
| pozdim 1988 | Nepál    | Annapurna I - východní vrchol | jižní stěna          | prvovýstup novou cestou, alpský styl, s Arturem Hajzerem                                                                                   |

Kromě Mount Everestu zdolal všechny vrcholy bez přídavného kyslíku. Zemřel na podzim 1989 při prvovýstup novou cestou alpským stylem na Lhoce.

## Další úspěšné výstupy
- 1973 – Marmolada (3343 m n. m.)
- 1973 – Mont Blanc (4808 m n. m.)
- 1974 – Denali (6190 m n. m.)
- 1976 – Kohe Tez (7015 m n. m.)
- 1978 – Tirič Mír (7692 m n. m.)
- 1983 – východní vrchol Gašerbrumu II (7772 m n. m.)
- 1987 – západní vrchol Šiša Pangmy (7950 m n. m.)